# Krkonoše Nationalpark
Krkonoše Nationalpark (tjekkisk: Krkonošský národní park, forkortet til KRNAP) er en nationalpark i regionerne Liberec og Hradec Králové i Tjekkiet. Den dækker det meste af Krkonose/Karkonosze-bjergene, som er den højeste bjergkæde i landet. Parken er også en del af det grænseovskridende UNESCO-biosfærereservat Krkonosen/Karkonosze biosfærereservat. Det grænser op til Karkonosze National Park i Polen.
Krkonošes højeste bjerg er Sněžka der er 1.603 moh. som også er det højeste bjerg i hele Tjekkiet.
Nationalparkens hovedkvarter ligger i byen Vrchlabí, ofte kaldet Porten til Krkonose/Karkonosze-bjergene.
Nationalparkens har et areal på 363.27 km2. Parkens beskyttelseszone dækker 186.42 km2.